# Hirasa lentiginosaria
Hirasa lentiginosaria är en fjärilsart som beskrevs av John Henry Leech 1897. Hirasa lentiginosaria ingår i släktet Hirasa och familjen mätare. Inga underarter finns listade i Catalogue of Life.